# Emili Salut i Payà
Emili Salut i Payà (Barcelona, 13 de novembre de 1918 - 16 de maig de 1982) fou un compositor i trompetista català.

## Biografia
Emili Salut es va criar en un entorn familiar que va propiciar el seu interès i acostament cap al món musical. Així, la seva mare li ensenyà a tocar la cítara. El seu germà, Antoni Salut i Payà, també va ser compositor i treballà en una fàbrica de pianos, encarregant-se del muntatge, afinació i reparació d'aquests. Emili cursà els seus estudis musicals a l'Escola Municipal de Música de Barcelona, on va rebre classes de solfeig amb els mestres Argelogues i Joan Balcells, fundador de l'Orfeó Gracienc. Va estudiar violí amb els mestres Sainz de la Maza i Costa i piano amb Joseph Climent, de qui rebé una sòlida formació estètica musical. L'estudi d'aquests instruments estava enfocat a assolir un coneixement més profund orientat a la composició musical, la seva vertadera passió. Més tard s'interessà per la trompeta, raó per la qual assistí a classes amb el mestre Lluís Rovira. Degut al seu ràpid progrés amb l'instrument, aviat començà a formar part de diversos conjunts instrumentals amb els quals va tocar al Paral·lel fins al 1936, degut al començament de la Guerra Civil. En les seves memòries, Salut descriu aquest moment amb detall:
| « | El dia que va esclatar la maleïda guerra, jo em trobava enfilat en una tarima tocant, amb l'orquestra foberians, un solo de trompeta; no m'he oblidat mai del número que estàvem tocant: es titulava "Temptation Rag". La ràdio va interrompre la nostra actuació al Cafè-Bar "Rosales" del Paral·lel, assabentant-nos del començament de la Guerra Civil. | » |

El 1939, després de viure els bombardejos de la batalla de l'Ebre, Salut marxà a l'URSS per a estudiar de pilot d'aviació. Entre els anys 1940 i 1941, entrà a formar part de l'Orquestra Mijail Lipski, realitzant actuacions al restaurant i cinema Metropol de Moscou i al Palau de marbre de Leningrad. Degut a la invasió alemanya de la Unió Soviètica el 1941, durant la Segona Guerra Mundial, Salut, juntament amb altres pilots d'aviació van sol·licitar poder partir del país. Amb la negativa de les autoritats van ser internats en diferents presons i camps de concentració russos durant vuit anys, entre 1941 i 1949. Durant aquest temps continuà desenvolupant la pràctica musical, realitzant concerts amb altres músics reclosos, inclús, dins dels camps. Quan sortí del darrer, continuà estudiant música, amb els consells del director del Conservatori d'Odessa, el senyor Konstantin Féodorovich Dánkevich.
Així, retornà a la vida musical, treballant, entre els anys 1951 i 1956, com a director de l'orquestra del Gran Circ Moscovita, a l'URSS. Amb aquesta va realitzar diferents gires per diferents ciutats de la Unió Soviètica. Fou en aquesta època quan va contraure matrimoni civil amb la seva primera dona, Isida Filippova. El 1951 van néixer les seues filles Francesca i Violeta.
Al desembre de 1957 va poder tornar finalment a Espanya, com a repatriat, després de més de quinze anys. Va viure, aquest primer any, a Madrid, amb la seva dona i les filles, treballant a la Ràdio Nacional d'Espanya. L'hivern de 1958 es va separar de la seva dona. Aquest mateix any participà com a director d'orquestra a la pel·lícula ''La violetera'', protagonitzada per Sara Montiel.
El 1959 es traslladà a viure a Barcelona, on treballà com a crític musical a la Radio Joventud de Barcelona, presentant el programa d'informació artística "Metrònom". Posteriorment, el 1964, va contraure segones núpcies, per l'Església Evangèlica, amb Francesca Bertrán Bertrán. A conseqüència d'una reestructuració de plantilla, va deixar la Radio, passant a treballar com a professor de rus a l'Acadèmia Assimil de Rambla Catalunya.
Salut, gràcies a l'admiració que professava sa mare per les danses i cançons de Cuba, va estar molt influenciat per aquest tipus de música. Així, el 1976 entregà personalment a la ballarina cubana Alicia Alonso la seva obra Canción i danza, Op. 41, dedicada al poble cubà.
Entre els anys 1977 i 1978 residí a Finlàndia i Noruega per motius professionals i docents. El retorn, més endavant, va ser degut a problemes de salut i el feu tornar a impartir classes a l'Acadèmia Assimil. El 1979 va patir un infart. Va morir sobtadament el 16 de maig de 1982, quan es disposava a sortir de passeig.

## Obra

### Música de cambra
- Col·lecció de sis Cànons a 4 i 2 veus, Op. 8 (1953 - 1976), per a corda
- Guerras civiles de Granada, Op. 13 (1957), per a violí i piano
- Solo de concierto, per a veu, violí i piano

### Cant i piano
- Agraint un clavell (1982)
- Invierno (1946), compost al camp de concentració
- Recuerdos, records del camp de concentració

### Piano
- Canone, Op. 53 (1980)
- Elegie, Op. 36 (1940)
- Estudi núm. 1: Satànic (1953)
- Preludio, Op. 53 (1976)
- Recoup, Op. 35 (1970)
- Romanza (1947)
- Sonata núm. 1 (1947)
- 12 Valsos per a piano, Op. 15 (1945 - 1971)

### Orgue
- Fugueta, d'introducció i comiat per a una cerimònia nupcial, Op. 25

### Cor
- Canción Yalta, Op. 9, text en rus
- El cargol, Op. 1 (1978)

### Cobla
- Els brivalls del barri, Op. 3 (1965), sardana per a cor i cobla
- El cargol, Op. 3 (1979), per a cor i cobla
- En Pere Gallarí, Op. 3 (1976), per a cor i cobla
- Un pont de cobre l'altre, Op. 3 (1963), per a cor i cobla
- Remei, Op. 3 (1962), per a cor i cobla
- La vall, Op. 3 (1965), per a cor i cobla

### Orquestra
- Introducció i comiat per a una cerimònia nupcial, Op. 25 (1963)
- Kalinka, Op. 48
- Retaule nadalench, Op. 39 (1962)
- Romanza, Op. 49 (1962)
- Rondó per al tema de Krasnii sarafan, Op. 47
- Santa Eulària, esbós poemàtich (1976)
- Suite amussette, Op. 35
- Suite Tártara núm. 3 (1953)
- Tonadilla y Copla, Op. 42 (1969), dedicada al poble rus. Es desconeix la localització d'aquesta obra, ja que la persona que l'havia d'entregar a l'Orquestra Simfònica de Moscou (la destinatària original) no ho va fer.

### Banda
- Retaule nadalench, Op. 39 (1962)

### Ballet
- El Circo, suite per a orquestra simfònica
- Suite lirique, Op. 11
- Werther, Op. 16 (1950 - 1978)

### Arranjaments
- Jota aragonesa, de Glimka, instrumentada per a banda (1962), per encàrrec del músic Joan Pich i Santasusana
- Ave Maria, de Franz Schubert, instrumentada per a solista, cor i orquestra

### Jazz
- Abschor lied
- Aufwiedersehen
- Foxbrush, foxtrot (1947)
- Stormbound
- Foxtrot
- Glaspliter, intermezzo
- Ich will das immer Frühling sein soll
- A little house on Michigan Sea
- Mutter liebe
- Sombrero cordobés (1947)

#### Arranjaments de jazz
- Love is a many-splendored thing, de Sammy Fain, arranjament per a trompeta
- La sombra de tu sonrisa, de J. Mandel i P. Webster, arranjament per a trompeta
- Blue Skies, arranjament per a piano

## Fons personal
El 20 de febrer de 2001, les filles d'Emili Salut i Payà, Francesca i Violeta Salut Filippova, van fer donació de diferents documents del compositor a la Biblioteca de Catalunya. S'identifiquen amb els topogràfics M 4900 a M 4948. L'entrega del fons es va fer en dos lliuraments: el primer al març de 2001, per part de les filles del compositor, i el segon, per part de la seva vídua, la Sra. Francesca Bertrán Bertrán, al setembre del mateix any.